# Ліліан Леаль
Ліліан Леаль (23 лютого 1975) — мексиканська синхронна плавчиня.
Учасниця Олімпійських Ігор 1996, 2000 років.